# Emil Klusmeier
Emil Klusmeier (27 juillet 1912 - 19 janvier 1982) est un commandant de U-Boot pendant la Seconde Guerre mondiale.
Il participe à la conception du sous-marin-école de Type XXIII ainsi qu'à la rédaction du manuel de combat des sous-marinier. Il se porte volontaire pour éprouver ses idées en commandant un Type XXIII.
Il conduit la dernière attaque de la Seconde guerre mondiale par un U-Boot (U-2336) le 7 mai 1945. Lors de cette attaque, il coule deux navires du convoi EN-591, dans le Firth of Forth.